# Đội tuyển Davis Cup Bolivia
Đội tuyển Davis Cup Bolivia đại diện Bolivia ở giải đấu quần vợt Davis Cup và được quản lý bởi Liên đoàn quần vợt Bolivia.
Bolivia hiện tại thi đấu ở Nhóm II khu vực châu Mỹ.  Họ có 8 lần vào đến Nhóm II.

## Lịch sử
Bolivia lần đầu tiên tham gia Davis Cup vào năm 1971.

## Đội hình hiện tại (2017)
- Federico Zeballos
- Hugo Dellien
- Boris Arias
- Juan Carlos Manuel Aguilar